# Planchez
Planchez is een gemeente in het Franse departement Nièvre (regio Bourgogne-Franche-Comté) en telt 354 inwoners (2009). De plaats maakt deel uit van het arrondissement Château-Chinon (Ville). Onder Planchez vallen ook nog plaatsen als Planchot, Boutenot en La Fiole. Steeds meer huizen hebben geen vaste bewoner door leegloop en vergrijzing. De jeugd trekt naar de grote steden. Planchez is het centrum in de Morvan van de kerstbomenteelt (Naudet).

## Geografie
De oppervlakte van Planchez bedraagt 43,9 km², de bevolkingsdichtheid is 8,1 inwoners per km². Het ligt op een hoogte van ongeveer 650 meter boven NAP. Planchez beschikt over een kleine gemeentecamping, een hotel en een restaurant. Daarnaast zijn er een bakker en een kruidenier gevestigd.
Het dorpskerkje is een van de oudste gebouwen en net als bij veel kerkjes in deze buurt is de buitenkant ervan opgeknapt. Alleen voor een mis soms op zondag of voor een begrafenis of trouwerij gaat de kerk open.
Bouwkundig is het dorp niet interessant. In de Tweede Wereldoorlog is een groot deel van het dorp verwoest als vergelding voor het werk van het Franse verzet, de Maquis. Daardoor zijn slechts zeven historische woningen in de dorpskern rond de kerk bewaard gebleven. Deze zijn gebouwd tussen 1800 en 1875. Planchez ligt aan het einde van een fikse fietsklim van ruim 11 kilometer vanaf het Lac de Pannecière.
De onderstaande kaart toont de ligging van Planchez met de belangrijkste infrastructuur en aangrenzende gemeenten.
In het dorp zijn enkele winkels gevestigd. De omgeving van het dorp is heuvelachtig met bosbouw, landbouw en veeteelt. Planchez ligt tussen het Lac des Settons en Lac de Panneciere in, allebei op ongeveer 10 km ervandaan. 
Veel Nederlanders hebben in de Morvan hun weg gevonden en hebben er hun "residence secondaire" vanwege de natuur en de rust.

## Demografie
Onderstaande figuur toont het verloop van het inwonertal (bron: INSEE-tellingen).